# Característica adquirida
Uma característica adquirida é uma alteração não hereditária numa função ou estrutura de um material biólógico vivo causado após o nascimento por doença, lesão, acidente, modificação deliberada, variação, uso repetido, desuso ou uso indevido ou outras influências ambientais. As características adquiridas não são transmitidas aos filhos através da reprodução.
As mudanças que constituem características adquiridas podem ter muitas manifestações e graus de visibilidade, mas todas têm uma coisa em comum: mudam uma característica da função ou estrutura de um organismo vivo depois do seu nascimento.
Exemplos de caracteristicas não hereditárias incluem:
- "Lucky", uma cadela adulto de três pernas que recebeu seu nome depois de sobreviver a um atropelamento quando era cachorrinha, teve cinco filhotes. Nenhum deles tinha membros, malformados, pernas anormais, ou em falta.
- Os bonsais são plantas normais que foram cultivadas para permanecer pequenas por meio de técnicas de cultivo.

As características adquiridas podem ser menores e temporárias, como hematomas, bolhas, depilação de pêlos do corpo e musculação. Podem também ser permanentes, mas imperceptíveis ou invisíveis, como as alterações que decorrem de cirurgias oculares corretivas e transplantes ou remoção de órgãos. As características adquiridas podem também ser semi-permanentes e discretas ou invisíveis, como acontece com a imunidade adquirida pela vacinação ou a depilação a laser. Tatuagens, cicatrizes e amputações são características adquiridas semi-permanentes e altamente visíveis.
Aplicar maquilhagem, pintar as unhas, pintar o cabelo, aplicar hena na pele ou clarear os dentes não são exemplos de características adquiridas, uma vez que, embora alterem a aparência de um caracter de um organismo, não alteram a sua estrutura ou funcionalidade.
A hereditariedade de caracteres adquiridos foi historicamente proposta por filósofos conhecidos como Hipócrates ou Aristóteles. O naturalista francês Jean-Baptiste Lamarck, propôs uma hipótese para explicar a evolução das espécies, designada lamarckismo que assumia a hereditariedade dos caracteres adquiridos, antes de Charles Darwin e Alfred Russel Wallace proporem o mecanismo de seleção natural. Atualmente, embora o lamarckismo não seja uma hipótese aceite para explicar a evolução das espécies, ainda há um debate sobre se algumas características adquiridas nos organismos são realmente hereditáveis.
Características adquiridas, por definição, são características adquiridas por um organismo após o nascimento como resultado de influências externas ou da suas próprias atividades que alteram sua estrutura ou função de um caracter e que não podem ser herdadas.
Características herdadas, por definição, são características de um organismo que resultam da transmissão genética dos seus progenitores e que poderão ser transmitidas à sua prole. Portanto, todas as características de um organismo que não resultam da herança da informação genética de seus pais devem ser consideradas características adquiridas.

### Cor dos olhos
É bastante comum os olhos de mamíferos mudarem de cor nos primeiros anos de vida. Isso acontece, com bebés e gatinhos humanos sendo alguns exemplos bem conhecidos, porque os olhos do bebé, assim como o resto do corpo, ainda estão se desenvolvendo. Essa alteração pode ser tão simples quanto mudar de azul para castanho, ou pode envolver várias alterações de cores nas quais nem os pais da criança nem os médicos sabem quando as alterações serão interrompidas e qual será a cor final dos olhos.
Mudanças no sinal da cor dos olhos mudam no arranjo e na concentração do pigmento na íris, que é um exemplo de cor estrutural. Mesmo que essa mudança ocorra após o nascimento, é estritamente resultado de genes. Embora as mudanças na aparência ocular (e na função e estrutura) que ocorrem devido a características adquiridas, como lesão, doença, velhice ou desnutrição, sejam definitivamente características adquiridas, a mudança de cor infantil como descrita acima é geralmente considerada herdada.